# اتحاد نقابات العمال الإثيوبية
اتحاد نقابات العمال الإثيوبية (CETU) هو تحالف من نقابات العمال في إثيوبيا . اعتبارًا من مارس 2020، كان عدد أعضاء هذه المجموعة 751887 عضوًا.  إن إتحاد نقابات العمال الأثيوبية عضواً تابعاً للاتحاد العالمي لنقابات العمال . تم وصف إتحاد نقابات العمال الأثيوبية بأنها خاضعة لسيطرة الحكومة. 
تأسس في يناير 1977 باسم اتحاد عمال عموم إثيوبيا (AETU). تم تغيير إسمها في عام 1986 إلى اتحاد العمال الإثيوبي (ETU)، ثم مرة أخرى في عام 1993 إلى إتحاد نقابات العمال الأثيوبية.
في عام 2008، اختلفت الإدارة العليا لشركة بول للطباعة المملوكة للدولة الأثيوبية مع نقابتها العمالية بشأن تعويض العمال وإنهاء الخدمة بشكل غير قانوني. في أواخر ديسمبر/كانون الأول، وجد مجلس استشاري عمالي يتكون من وزراء الدولة، وممثلي الموظفين، واتحاد إتحاد نقابات العمال الأثيوبية، وإدارة شركة بول للطباعة أن كلا الجانبين كانا مخطئين، ودعا إلى إعادة الموظفين الذين تم فصلهم نتيجة للنزاع. وكان من المتوقع أن يستأنف الموظفون مهامهم. 
عقدت إتحاد نقابات العمال الأثيوبية جمعيتها العادية الثالثة والعشرين في 10 مارس 2009. احتفلوا بحلهم الناجح للنزاع العمالي في شركة بول الطباعة [الإنجليزية] ، وشركة كاليتي الغذائية المشاركة ، بينما أعلنوا عن عزمهم توحيد صناعة الزهور المتنامية في البلاد. 

## ملحوظات خارجية
1. ↑  "List of Affiliated Organizations" نسخة محفوظة 2008-10-10 على موقع واي باك مشين. (ITUC website, accessed 14 May 2008)
2. ↑  "Education International Barometer of Human & Trade Union Rights in Education" نسخة محفوظة 2007-10-27 على موقع واي باك مشين. (accessed 14 May 2008)
3. ↑  "2008 Human Rights Reports: Ethiopia - Section 6 Worker Rights, a. The Right of Association", United States Department of State website (accessed 26 May 2009)
4. ↑  "CETU says working to get workers organized, see their rights ensured", Walta Information Center (accessed 13 March 2009) نسخة محفوظة 2012-02-22 على موقع واي باك مشين.